# Villas de Bernalejo
Villas de Bernalejo är en ort i Mexiko.   Den ligger i kommunen Irapuato och delstaten Guanajuato, i den centrala delen av landet, 280 km nordväst om huvudstaden Mexico City. Villas de Bernalejo ligger 1 720 meter över havet och antalet invånare är 370.
Terrängen runt Villas de Bernalejo är platt åt sydost, men åt nordväst är den kuperad. Runt Villas de Bernalejo är det tätbefolkat, med 790 invånare per kvadratkilometer. Närmaste större samhälle är Irapuato, 6,9 km öster om Villas de Bernalejo. Runt Villas de Bernalejo är det i huvudsak tätbebyggt.